# 손병복
손병복(孫炳福, 1957년 8월 26일~)은 대한민국의 정치인이다. 제48대 울진군수이다.

## 전과
- 도로교통법위반(음주운전): 벌금 1,500,000원 - 2015년 11월 30일 선고[1]

## 학력
- 매화국민학교 (졸업)
- 평해중학교 (졸업)
- 계성고등학교 (졸업)
- 중앙대학교 (경제학 / 학사)

## 경력
- 삼성중공업 관리부/경영기획팀 경영관리/기획담당
- 삼성중공업 경영기획담당재무팀‧기획팀‧혁신팀 총괄(상무)
- 삼성엔지니어링(주) 경영지원실경영지원실장(전무)
- 삼성엔지니어링(주) I&I사업부 사업부장(부사장)
- 삼성엔지니어링(주) 외주관리부문장(부사장)
- 한국수력원자력(주) 한울원자력본부 본부장
- 자유한국당 여의도연구원 정치발전분과 울진군 위원장
- 자유한국당 중앙당 산업자원분과 부위원장
- 울진인재육성아카데미 대표
- 2022.07 ~ : 제48대 민선 8기 경상북도 울진군수
- 2022.08 ~ 2024.06: 경북시장군수협의회 총무

## 역대 선거 결과
|  | 26.67% |

|  | 59.94% |